# الخاملة (أبين)

تعديل مصدري - تعديل

الخامله هي إحدى قرى محافظة أبين اليمنية، وتتبع إدارياً مديرية خنفر. يبلغ تعداد سكانها 1663 نسمة حسب تعداد اليمن لعام 2004.